# Gian Matteo Fagnini
Gian Matteo Fagnini est un coureur cycliste italien, né le 11 octobre 1970 à Lecco, en Lombardie. Il passe professionnel en 1992 et prend sa retraite sportive en 2005.

## Biographie
Excellent sprinter, Gian Matteo Fagnini est surtout connu pour avoir été le « poisson-pilote » de Mario Cipollini (de 1994 à 1999, et en 2004) et d'Erik Zabel (de 2000 à 2003), et les avoir emmenés de nombreuses fois à la victoire lors de sprints massifs, notamment sur les grands tours et sur certaines classiques, comme Milan-San Remo. Il put lui-même disputer les sprints, notamment en fin de grand tour, lorsque ses leaders avaient abandonné ou étaient absents, comme lors du Tour d'Italie 1998 où il remporta la dernière et l'antépénultième étapes, ou lors du Tour de France 1995, à la fin duquel il prit la deuxième place sur les Champs-Élysées, derrière Djamolidine Abdoujaparov.

## Palmarès

### Palmarès amateur
- 1988
  - 2e du Trofeo Emilio Paganessi
- 1989
  - Circuit de Mede
- 1990
  - Coppa d'Inverno
  - 7e et 8e étapes du Tour du Costa Rica
- 1991
  - Coppa Cicogna
  - Florence-Viareggio
  - 2e du Gran Premio di Diano Marina
  - 2e du Gran Premio Capodarco
- 1992
  - 2e du Trofeo Gianfranco Bianchin
- 1993
  -  Course en ligne des Jeux méditerranéens
  - Monte Carlo-Alassio
  - 2e étape du Grand Prix Guillaume Tell
  - 3e du Giro del Casentino
  - 3e du Giro del Valdarno

### Palmarès professionnel
- 1994
  - 2e étape de la Bicyclette basque
- 1995
  - 2e de la Clásica de Alcobendas
  - 3e du Critérium des Abruzzes
  - 9e de la Leeds International Classic
- 1997
  - 5ea étape du Tour de la Communauté valencienne
- 1998
  - Tour d'Italie :
    -  Classement intergiro
    - 20e et 22e étapes
- 1999
  - 8e de l'Amstel Gold Race
- 2000
  - Coca-Cola Trophy
- 2001
  - Tour de Cologne
- 2003
  - 2e étape du Tour des Asturies

## Résultats sur les grands tours

### Tour de France
8 participations
- 1995 : 107e
- 1996 : non-partant (6e étape)
- 1997 : 103e
- 1998 : abandon (10e étape)
- 1999 : abandon (9e étape)
- 2000 : 104e
- 2002 : 101e
- 2004 : abandon (2e étape)

### Tour d'Italie
3 participations
- 1997 : disqualifié (4e étape)
- 1998 : 77e, vainqueur du  classement intergiro et des 20e et 22e étapes
- 1999 : 86e

### Tour d'Espagne
1 participation
- 1994 : abandon (9e étape)